# Araschnia schultzi
Araschnia schultzi är en fjärilsart som beskrevs av Pfitzner 1906. Araschnia schultzi ingår i släktet Araschnia och familjen praktfjärilar. Inga underarter finns listade i Catalogue of Life.